# تابع تجمعی پی‌ام‌ئی
تابع تجمعی پی‌ام‌ئی (PAF) (به انگلیسی: PME Aggregation Function) یک مکانیزم شبکه سازی رایانه ای است که در بند ۶۱ استاندارد IEEE 802.3 تعریف شده‌است، که اجازه می‌دهد تا یک یا چند جزء واسطه فیزیکی (PMEs) با هم ترکیب شوند تا یک اتصالاترنت منطقی واحد ایجاد کنند.
PAF در Physical Coding Sublayer (PCS)، بین عملکرد دسترسی رسانه کنترل MAC) -PHY) تابع تطبیق نرخ و زیر لایه انتقال همگرایی (TC) قرار دارد. این رابط با PMEها در سراسر رابط λ و به تابع تطبیق نرخ MAC-PHY با استفاده از یک رابط انتزاعی واسطه می‌شود.
PAF یک تابع اختیاری است که قبل از سال ۲۰۰۷ برای دو رابط IEEE 802.3 تعریف شده بود: 2BASE-TL و 10PASS-TS، که هر دو اترنت در مایل اول (EFM) لایه‌های مسی فیزیکی بودند.

## جزئیات
تابع تجمعی PME دارای مشخصات زیر است:
- پشتیبانی از تجمع حداکثر 32 PMEs
- پشتیبانی از PMEsهای اختصاصی با نرخ داده‌های مختلف (حداکثر نسبت ۱: ۴)
- تضمین تأخیر بسته کم و حفظ ترتیب فریم
- مقیاس پذیر و مقاوم در برابر خرابی PME
- مستقل از نوع PHY مس EFM
- به الگوریتم‌های احتیاطی دوره‌گرد اجازهٔ تخریب می‌دهد.